# Debating
Debating bzw. Wortstreit bezeichnet die Durchführung einer Debatte als sportlichen Wettbewerb von Rednern. Dabei kommen Pro und Contra abwechselnd zu Wort, wobei jeder Redner versucht, mit allgemeinverständlichen Argumenten die ihm zugeloste Position zu be- und die der Gegenseite zu widerlegen. Eine Jury bewertet die Debatte, legt die Rangfolge der Teams fest, begründet die Entscheidung und hilft den Rednern mittels Feedbacks, sich zu verbessern. Das Debating wird in Debattierclubs und auf Debattierturnieren gepflegt.
Die Teilnehmer gruppieren sich in konkurrierende Teams sowie eine neutrale Jury, losen den Teams die von ihnen zu vertretenden Positionen (Pro oder Contra) zu, wählen ein Thema und beginnen die Debatte in der Regel nach 15 Minuten Vorbereitungszeit. Die übliche Redezeit pro Redner beträgt sieben Minuten. Die genauen Regeln der Debatte (beispielsweise die Anzahl von Teams, die Anzahl von Rednern pro Team und die Bewertungsmaßstäbe) werden vom jeweiligen vereinbarten Debattenformat bestimmt, wobei im studentischen Debating im deutschsprachigen Raum British Parliamentary Style (BPS) und Offene Parlamentarische Debatte (OPD) am gebräuchlichsten sind.
Das Debating an Hochschulen hat besonders im angelsächsischen Raum eine lange Tradition. In Großbritannien wurde der erste Debattierclub bereits 1815 an der University of Cambridge gegründet. In den USA ist das Debattieren Bestandteil der Schulausbildung; Debating wird dort sehr oft als außercurriculäres Programm („Club“), seltener als Unterrichtsfach (Wahlfach) angeboten. Seit etlichen Jahren messen sich die Debattierclubs auf nationalen und internationalen Turnieren. Seit Anfang der 1990er Jahre wird das Debating auch in Deutschland zum Trend. Vorreiter waren einige Studenten an der Eberhard Karls Universität Tübingen, die 1991 die Tübinger Debatte gründeten. 1999 begann mit der Gründung der Berlin Debating Union auch eine an internationalen Wettbewerben orientierte Entwicklung. Stand 2016 gehörten dem Verband der Debattierclubs an Hochschulen im deutschsprachigen Raum 72 Debattierclubs an.
Große deutschsprachige Wettbewerbe für Studenten finden insbesondere innerhalb der vom Verband der Debattierclubs an Hochschulen organisierten Serie der Campus Debatten statt. Eines von ihnen bildet als Deutsche Debattiermeisterschaft den Saisonhöhepunkt des Debattierens. Für Schüler veranstaltet die gemeinnützige Hertie-Stiftung unter der Schirmherrschaft des Bundespräsidenten das Projekt Jugend debattiert, das sich an Schüler der Sekundarstufe I und II an 660 allgemein bildenden und berufsbildenden Schulen in Deutschland richtet.
Darüber hinaus gibt es auch über den internationalen Verband JCI das Debating bei den Wirtschaftsjunioren Deutschland als Wettkampf. Innerhalb des Verbandes wird das Debating häufig mit dem etablierten Training Iron Communication von René Elsässer trainiert und auf den WJD Bundeskonferenzen sowie gelegentlich auf der JCI Europakonferenz und 2014 erstmals auf dem JCI Weltkongress (Leipzig) in deutscher Sprache im Rahmen einer Meisterschaft ausgetragen.